# Berg, Nordland
Berg är en tätort som till större delen ligger i Sømna kommun i Nordland fylke i norra Norge. En mindre del av orten finns i angränsande Brønnøy kommun. Orten ligger vid fylkesväg 17.